# فيكتور بيتروني
فيكتور بيتروني هو مدرب كرة قدم ولاعب كرة قدم وحكم كرة قدم كندي في مركز حراسة المرمى، ولد في 3 مارس 1959 في تورونتو في كندا. لعب مع Buffalo Stallions ‏.